# 恆藝亞洲
恆藝亞洲是一家香港公司，業務包括演唱會及唱片製作。
2010年，恆藝亞洲因為公司重新組織而結束了唱片部門。

## 公司業務
- 恆藝亞洲娛樂有限公司
  - 主力於藝人管理工作[2]，旗下歌手藝人有徐子珊[3]、可嵐[4]、王友良[5]，前歌手藝人有黎瑞恩（2002年，百代唱片代理發行），最後因為市況不景而終止。

- 恆藝亞洲製作有限公司
  - 主力演唱會製作。其董事總經理丘亞葵為本港著名演唱會監製，曾於無線電視擔任綜合節目總監多年。離開無線後，曾於寶麗金唱片（現環球唱片）任職[6]。母公司亞洲聯網科技（港交所：0679）持有49%股權[7][6]，最後因為市況不景而終止。

- 羚藝亞洲廣告製作有限公司
  - 提供舞台設計工程服務[6]。